# 盧志
盧 志（ろ し、? - 312年）は、中国西晋の政治家。字は子道。本貫は范陽郡涿県（現在の河北省保定市涿州市）。曾祖父は後漢の儒学者盧植。祖父は魏の司空盧毓。父は西晋の衛尉卿盧珽。子に盧諶・盧謐・盧詵ら。八王の一人である司馬穎の参謀として活躍した。

## 生涯
始め公府掾として招集され、次いで尚書郎に任じられた。後に洛陽から出て鄴県令に任じられた。
鄴に出鎮していた成都王司馬穎は盧志と会うなりその才量を高く評価し、謀主として迎え入れ、大事を委ねるようになった。
301年1月、趙王司馬倫が側近孫秀と謀って帝位を簒奪すると、斉王司馬冏は司馬倫誅殺を掲げて挙兵し、司馬穎にも使者を送って協力を呼びかけた。司馬穎は盧志を呼び寄せると、この件についてどう対処すべきか尋ねた。盧志は「趙王（司馬倫）は無道であり、好き勝手に簒逆を為しました。四海の人神が憤怒しない事がありましょうか。今、殿下（司馬穎）は三軍を統べる立場にあり、期に応じて電撃的に兵を興せば、万民は召集せずとも自ら従うでしょう。凶逆を掃夷するのですから、戦わずとも征伐はできるでしょう。しかし、兵事（軍事行動）は最も重大なことであり、故に聖人は慎重になりました。どうか才ある賢人を取り立て、時望を収めますように」と勧めた。司馬穎はこれに深く同意し、盧志を属官に改選して諮議参軍とした。また、併せて左長史にも任じ、公文書については彼1人に管轄させるようになった。
こうして、司馬穎は兗州刺史王彦・冀州刺史李毅・督護趙驤・石超らを先鋒として洛陽へ軍を進め、軍が朝歌に入る頃には20万余りの大軍になった。だが、趙驤は黄橋に進むと、司馬倫配下の士猗・許超に敗北して死者8000人余りを出したので、将兵は震え上がった。多くの者が退却して朝歌で守りを固めるべきだと告げたが、盧志は「今、我が軍は利を失い、敵は新たに勝を得ました。必ずや我らを侮り、軽んじている事でしょう。それにもし兵を留めて進まなければ、三軍は怖気づいて用いる事ができなくなるでしょう。そもそも、戦というものは勝つ事もあれば負ける事もあります。改めて精兵を選び、早朝に倍速で進軍すれば、賊の不意を突けましょう。これこそ用兵の奇というものです」と訴えると、司馬穎はこれに従った。3月、司馬穎は改めて趙驤に兵8万を与えて王彦と共に進軍させると、温県から10里余り手前で両軍は再び衝突した。司馬倫軍は一度勝利していた事から趙驤を軽んじており、士猗らは大敗を喫して潰走した。
4月、司馬倫は左将軍王輿らの政変により誅殺され、司馬穎は無事に洛陽入城を果たした。だが、司馬冏は司馬倫討伐を企画した事を誇り、次第に権力を自分一人の下に集約するようになった。盧志は司馬穎へ「斉王（司馬冏）は100万と号する兵を持ちながら、張泓らに苦戦しました。大王（司馬穎）はその間に黄河を渡り、並ぶことのない功績を立てました。今、斉王は大王と共に朝政を行う立場にありますが、両雄は並び立たないといいます。太妃（司馬穎の母の程才人）の病を理由に鄴へ帰り、朝廷の重任を全て斉王に譲り渡して人心を得るべきです。これこそ上計といえましょう」と進言すると、司馬穎はこれに同意した。
司馬穎は母の病を理由に鄴に帰藩すると、朝政の一切を司馬冏に譲ったので、大いに声望を得た。また、司馬穎は盧志の功績を称賛して公侯に封じるよう上表すると、朝廷はこれを認めて盧志を武強侯に封じ、散騎常侍を加えた。盧志は司馬穎へ献策し、司馬冏軍と司馬倫軍の交戦地であった陽翟の民が飢えに苦しんでいる事から、河北の穀物15万斛を輸送して救済するよう勧めると、司馬穎はこれに応じて朝廷へ上表した。また、盧志は司馬穎へ「黄橋での戦没者は8000人余りおり、夏を越えても骨が原野に晒されています。これは痛ましい事です。かつて周王は枯骨を葬り、故に『詩経』には『死人に行うならば、尊んで埋葬せよ』と載っているのです。これらを言うまでもなく、死人に手を尽すことは王の仕事ではないでしょうか」と進言すると、司馬穎はこれに同意した。棺8000枚余りを造ると、成都国の俸禄を費やして衣服を作り、葬儀を執り行った。また、黄橋北に遺体を埋葬すると植樹して宝域とし、その全てに祭堂を建立し、石碑を立てて義功を刻んだ。さらに、その遺族を優遇し、季節ごとに祭祀をさせた。家門の事についても上表し、戦死した者については常に2等級を加えるようにした。また、司馬倫軍で戦死した1万4千人余りについても温県に埋葬した。
司馬穎は盧志を信任して大事を委ね、盧志もまたそれに応えて多くの献策を行ったので、その美徳は大いに知れ渡った。司馬冏が驕侈で無礼な振る舞いが増えると、衆望はますます司馬穎に集まるようになった。
302年11月、司馬顒は司馬冏討伐を掲げて長安で決起した。司馬穎がこれに応じようとすると、盧志はこれに反対するも聞き入れられなかった。その後、司馬冏が長沙王司馬乂に滅ぼされると、司馬穎は権力の独占を画策するようになり、司馬乂が朝廷に留まっている事を邪魔に思うようになった。
303年、司馬顒が司馬乂討伐の兵を挙げると、司馬穎は張昌の乱鎮圧に使うはずだった兵を利用してこれに呼応したが、盧志は司馬穎へ「公は以前、帝を復位させた大功がありましたが、その功績を譲って九錫の賞を辞退し、朝権を放棄しました。また、陽翟では飢える者へ施を行い、黄橋では白骨を葬りました。これらの徳行により、四海の民で頼みとしない者はおりません。また、勝手気ままに逆寇を為していた荊楚の乱（張昌の乱）は、公により清められ、南の地は安寧となりました。今は軍隊を旋回させて関外に駐屯させ、文服で入朝されるべきです。これこそ霸王の行いです」と諫めたが、納れられなかった。
304年1月、司馬乂が死ぬと、司馬穎は上表して盧志を中書監に任じ、鄴に留めて丞相府の事務を全て委ねた。盧志は上表し、満奮を司隷校尉に任じて洛陽を整備させるよう進言し、容れられた。
7月、東海王司馬越が司馬穎討伐を掲げ、右衛将軍陳眕・司馬乂の旧将上官巳らと共に恵帝を奉じて挙兵すると、蕩陰まで軍を進めた。司馬穎は石超に5万の兵を与えて防戦を命じると、石超は皇帝軍の本営を急襲して大勝し、恵帝の身柄を確保した。司馬穎はこれを聞くと、盧志を派遣して恵帝を鄴に招き入れた。
8月、都督幽州諸軍事王浚・東嬴公司馬騰が司馬穎討伐を掲げて決起すると、司馬穎は北中郎将王斌と石超・李毅らを派遣して迎撃させたがいずれも敗れ、王浚軍は鄴に迫った。盧志は改めて司馬穎へ、恵帝を奉じて洛陽に帰還するよう勧め、司馬穎はこれに同意した。1万5千の兵を伴って明け方に城を出ることに決め、盧志は夜の間に準備を進めたが、司馬穎の母である程夫人は鄴を出るのを嫌がり、これに司馬穎も躊躇して出発が遅れたので、その間に将兵はみな離散してしまい、残ったのは盧志・子の盧謐・兄の子の盧綝・殿中の武賁1000人を残すのみとなった。盧志は再度司馬穎に早く発つよう勧めたが、中々決まらなかった。時に、黄という姓の一人の道士がいて聖人と号しており、程夫人はこの道士を信仰していた。その為、盧志はこの道士を呼び寄せると、道士の望み通りに2杯の酒を振る舞い、鄴から立ち去らせた。これにより程夫人もようやく鄴から去る決心がついた。既に人馬は散り散りとなっていたので、盧志は陣営の中を探し回って数台の鹿車を得た。司馬督韓玄は兵を黄門に集め、百人余りを得た。盧志は恵帝の間に入ると、恵帝は盧志へ「なぜ散敗したのに、朕の前に来たのか」と尋ねると、盧志は「賊は鄴城から80里の所に迫っており、人士は一朝にして驚き離散しました。太弟（司馬穎）は今、陛下を奉じて洛陽に還りたいと考えております」と応えると、恵帝は「甚だ良し」と答えた。こうして盧志らは恵帝の乗った犢車を御して鄴を出発した。
屯騎校尉郝昌は兵八千を領して洛陽を守っていたが、恵帝はこれを招集した。汲郡に至ると郝昌と合流し、その軍勢は盛んとなった。盧志はこれを喜び、恵帝へ建議して、大赦を下し、また百姓に休息させる様申し述べた。洛陽に無事帰還すると、逃散した人が次第に帰還し、百官が大方整えられた。恵帝はこれを喜んで盧志へ、絹二百匹、綿百斤、衣一襲、鶴綾袍一領を下賜した。
司馬顒配下の張方は洛陽に留まっていたが、長安への遷都を目論んで洛陽の宗廟や宮室を焼き払おうとしたので、人心は離れていった。盧志は張方へ「かつて、董卓は無道にも洛陽を焚燒しました。その怨毒の声は、百年たって尚も残っております。何故これを踏襲するのですか?」と反対すると、張方は放火を止めた。張方は恵帝を自らの陣営へ無理矢理連れ出すと、恵帝は涙を流しながら輿に乗った。ただ盧志だけが側に侍って「陛下、今日はただ右将軍（張方）に従ってください。臣は愚鈍で臆病であり、多くを補佐する事ができません。ただ一つだけいえる事が、微かな誠でも尽くしていただいている以上、左右の人が離れる事はないという事です」と慰めた。張方の陣営に3日留まった後に西へ向かうと、盧志もまたこれに従って長安に向かった。司馬穎が失脚すると、盧志もまた免官となった。
305年7月、司馬穎の旧将公師藩が司馬穎復権を掲げて趙・魏の地で挙兵すると、司馬顒は司馬穎を鎮軍大将軍・都督河北諸軍事に任じて鄴へ還した。盧志もまた魏郡太守・左将軍に任じられ、司馬穎に随行して北方を守るよう命じられた。
12月、司馬穎は洛陽に入ったが、司馬越の勢いを恐れてこれ以上東へ進めなかった。306年1月、司馬穎は洛陽から再び長安に向かい、弘農郡の華陰県に入った。だが、この時司馬顒が張方を殺して司馬越と和親を図ろうとしていると知り、西進を中止した。盧志は長安に進んで朝堂に赴いて今回の件を陳謝すると、武関にいる司馬穎の下に戻った。
306年8月、司馬穎は武関から義陽郡の新野県に逃走したが、南中郎将劉陶らから攻撃を受けて河北へ転進した。
9月、頓丘郡太守馮嵩により司馬穎は捕らえられ、鄴城を守る范陽王司馬虓の下に送られた。10月、司馬虓が急死すると、長史劉輿は鄴の人々が司馬穎の境遇に同情していた事から、変事が起きることを恐れて司馬穎を殺害してしまった。司馬穎の官属はみな逃走したが、盧志だけは最後まで従い、司馬穎の死体を引き取って手厚く埋葬したので、当時の人は盧志の行いを称賛した。
その後、司馬越の命により、盧志は軍諮祭酒に任じられ、後に衛尉に移った。
311年6月、漢軍の攻勢により、洛陽が陥落した（永嘉の乱）。そのために、盧志は妻子を伴い、漢へ抗戦を続けていた并州刺史劉琨を頼り、陽邑に至った。永嘉末年、長安に愍帝政権が樹立すると、盧志は尚書に任じられた。
312年8月、漢軍の劉易・劉粲兄弟と、族父の劉曜らが晋陽の劉琨を攻撃すると、劉琨は張喬に防戦させたが返り討ちに遭い、太原郡太守高喬らは晋陽ごと劉粲に降伏した。盧志はこの時、劉粲に捕らわれて捕虜となり、漢の都平陽に送られた。9月、盧志は取り立てられて東宮太師に任じられたが、劉粲の参軍となった長子の盧諶が劉琨に投降すると、劉聡は盧志と子の盧謐・盧詵を処刑した。
ただ、『晋書』劉聡伝ではこの後も盧志が登場しており、他の史書と食い違いが出ている。
315年3月、盧志は東宮太傅の崔瑋・東宮太保の許遐と共に、皇太弟劉乂へ謀反を勧めた（劉聡の末弟劉乂は皇太弟に立てられていたが、嫡男の劉粲・妻の呼延皇后やその側近より讒言を受けたので、劉聡の寵愛は衰えて微妙な立場にあった）。だが、劉乂が従わなかったために、その計を取り止めた。東宮舎人苟裕はこの一件を劉聡へ報告した。そのために、劉聡は盧志・崔瑋・許遐を獄に収め、他のことを理由として誅殺したという。

## 逸話
ある時、盧志は衆人の前で陸機をからかい「陸遜・陸抗なる人物は、汝にとっていかなる関係にあたるのかね」と諱を避けずに尋ねると、陸機は「汝にとっての盧毓・盧珽なる人物と同じです」と返したので、盧志は黙り込んでしまったという。後に陸機が宦官孟玖らの讒言により陥れられた時、盧志もまた孟玖の意見を支持したので、司馬穎により謀反の疑いで処刑されてしまった。さらに、盧志の進言で陸雲（陸機の弟）ら陸機の三族は皆殺しにされた。